# Minnie (ca sĩ)
Nicha Yontararak (tiếng Thái: ณิชา ยนตรรักษ์, Hangul: 니차 욘따라락, sinh ngày 23 tháng 10 năm 1997), được biết đến với nghệ danh Minnie (Hangul: 민니). Cô là một ca sĩ, nhạc sĩ và diễn viên người Thái. Minnie hiện đang hoạt động tại Hàn Quốc và là thành viên của nhóm nhạc nữ đa quốc tịch (G)I-DLE do Cube Entertainment thành lập và quản lí.

## Tiểu sử
Minnie sinh ngày 23 tháng 10 năm 1997 tại Băng Cốc, Thái Lan. Cô có hai anh trai sinh đôi tên Mic Yontararak và Mac Yontararak. Nữ idol thông thạo ba ngôn ngữ: tiếng Thái, tiếng Hàn và tiếng Anh, đồng thời cô cũng có sự hiểu biết nhất định với tiếng Trung, tiếng Nhật và tiếng Quan Thoại. Tên cô, Nicha Yontararak được viết theo thứ tự tên trước họ sau. Dòng họ nhà Minnie được người dân Thái Lan biết đến với tên gọi "Gia đình dòng dõi âm nhạc đầu tiên tại Thái Lan".
Minnie thích chơi đàn piano và theo học piano chuyên nghiệp từ khi 5 tuổi, điều ấy bị ảnh hưởng bởi mẹ cô. Cô ấy luôn dõi theo mẹ chơi piano và yêu cầu dạy cô cách chơi nó. Khi ở trường tiểu học, nữ idol mang bạn mình đến học hát với cô ấy. Đó là vì cô nàng được truyền cảm hứng từ "A Thousand Miles" của Vanessa Carlton và Minnie thích nó rất nhiều. Sau đó bất cứ khi nào trường cô tổ chức các sự kiện, cô nàng luôn xuất hiện trên sân khấu. Minnie cũng trở thành một hoạt náo viên, người chơi trống, diễn viên trong suốt quá trình theo học tại trường.
Vì K-Pop rất nổi tiếng trong cuộc sống ở trường, cô ấy muốn trở thành ca sĩ K-Pop nhưng cô ấy luôn nghĩ rằng điều đó là không thể và chỉ là một giấc mơ. CUBE tổ chức một buổi thử giọng trong khi cô ấy đang học hát. Giáo viên thanh nhạc của cô ấy hỏi "Tại sao em không thử nó?" và cô nàng đã tham gia buổi thử giọng. Minnie không thể tin rằng cô ấy thực sự đã vượt qua buổi thử giọng. Lúc đầu thì cô ấy nghĩ nó là một cơ hội tốt, nhưng vẫn còn do dự bởi cô vẫn muốn học Đại học và rất sợ khi đến Hàn Quốc một mình. Nữ idol hỏi cha mẹ của mình và họ trả lời: "Hãy nhìn xem nếu con có một lần bắn (một cơ hội) để nắm bắt mọi thứ con muốn, trong một khoảnh khắc con sẽ chụp nó hay chỉ để nó trượt?". Sau đó, cô quyết định đến Hàn Quốc. 3 năm kể từ ngày đó, nữ idol đã mệt mỏi và đôi khi mất hy vọng nhưng cô ấy đã học được rất nhiều điều. Cô gặp những người bạn mới và có rất nhiều kỷ niệm tuyệt vời. Vì vậy, cô nàng không bao giờ hối tiếc khi chọn đến đây. Cô đã có cơ hội để làm những gì mình thích và ước mơ của mình để trở thành sự thật

## Sự nghiệp

### Trước khi ra mắt
Minnie gia nhập Cube qua cuộc thi thử giọng 'Cube Star Audition 2014' được tổ chức ở Thái Lan. Khi thử giọng, Minnie đã hát Sweater Weather – The Neighbourhood. Cô được giới thiệu trong CUBE TREE vào ngày 23 tháng 3 năm 2016.
Nữ idol đã tham gia LINE FRIENDS DANCE PARTY và xuất hiện trên PENTAGON MAKER.
Minnie xuất hiện trong một video quảng cáo cho Rising Star Cosmetic vào tháng 6 năm 2017 (cùng với Yuqi và Shuhua).
Khi được hỏi về những khó khăn khi còn là thực tập sinh, Minnie đã nói: “Khi lần đầu tiên đến Hàn Quốc, em không hiểu mọi người nói gì cả” (RISING STAR COSMETICS MODEL)
Khi được hỏi mong muốn bản thân trong tương lai như thế nào, Minnie nói rằng: “Em muốn được biết đến trên toàn thế giới như là một đại diện của Thái Lan” (RISING STAR COSMETICS MODEL)
Vào ngày 5 tháng 4, Cube tiết lộ tên của nhóm nhạc nữ sắp tới của họ là "(G)I-DLE". Ảnh của Minnie được phát hành vào ngày 12 tháng 4.

### 2018-nay: Thành viên của(G)I-DLE
Ngày 2 tháng 5 năm 2018, Minnie trở thành thành viên của (G)I-DLE, nhóm ra mắt với mini-album đầu tay mang tên I Am, với ca khúc chủ đề "Latata". Minnie đảm nhận vai trò hát chính trong nhóm cùng với Miyeon. Cô được biết đến với giọng hát độc đáo, hấp dẫn, êm dịu pha chút mơ màng.

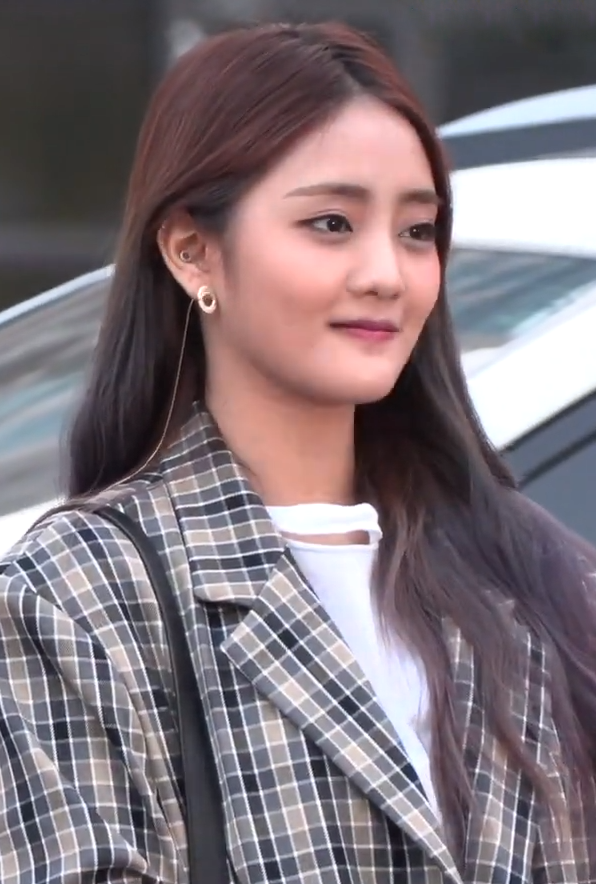
Minnie tại Music Bank tháng 3/2019

Trong album thứ hai của họ, I Made, Minnie đã tham gia sáng tác, viết lời và sắp xếp ca khúc "Blow Your Mind", lần đầu tiên được phát hành thông qua chương trình thực tế To Neverland. Một video âm nhạc tự quay đã được phát hành. Minnie thú nhận rằng cô ấy tạo ra các bài hát trên piano và đang tham gia các lớp học MIDI để cải thiện việc sáng tác. Cô tiếp tục sáng tác "For You" cho album đầu tay tiếng Nhật của (G)I-DLE, LATATA. Vào tháng 10 năm 2019, cô cùng (G)I-DLE đã tham gia Queendom của Mnet. Trong sân khấu đầu tiên, người xem đã choáng ngợp với sự mê hoặc của phần intro tiếng Thái của Minnie khi trình diễn "Latata", và được đón nhận nồng nhiệt từ người xem ở Hàn Quốc và Thái Lan. Trong sân khấu thứ ba, Minnie đại diện cho (G)I-DLE là thành viên đảm nhiệm vocal của (G)I-DLE. Cô cùng với Hyejeong của AOA biểu diễn "Instagram" của Dean. Sân khấu được bình chọn là sân khấu đáng mong đợi nhất bởi các thí sinh. Bài hát đã trở lại các bảng xếp hạng âm nhạc và trở nên phổ biến trong công chúng do phần trình diễn ấn tượng của họ.

### Hoạt động cá nhân
Từ tháng 2 đến tháng 3 năm 2018, Minnie và Miyeon đã thực hiện 4 video cover trên kênh Youtube Dingo Music.
Ngày 13 tháng 3 năm 2019, Minnie đã thực hiện video cover ca khúc Gravity của Sara Bareilles trên kênh Youtube chính thức của Cube Entertainment.
Vào ngày 15 tháng 10 năm 2019, Minnie hợp tác với Wengie, một YouTuber người Hoa gốc Úc, cho bài hát "Empire" vào ngày 18 tháng 10. "Empire" ra mắt ở vị trí thứ 22 trên Billboard World Digital Songs.
Đôi khi, Minnie cùng với tiền bối, đồng thời là bạn thân cùng công ty, Sorn (CLC), cùng nhau làm video giải trí trên trang Youtube của Sorn.
Năm 2020, Minnie tham gia viết và sáng tác "I'm the Trend" và "Tung-Tung (Empty)" cùng với FCM Houdini. "I'm the Trend" là bài hát dành riêng cho Neverland, và được công bố trong online concert đầu tiên của nhóm cô ấy I-Land: Who Am I, vào ngày 5 tháng 7 năm 2020. "Tung-Tung (Empty)" là một ca khúc đầy cảm xúc thể hiện cảm xúc của một trái tim mệt mỏi đã từng tràn đầy nhưng trở nên trống rỗng. Qua lời của Minnie, "Tôi hy vọng rằng nhiều người sẽ đồng cảm với bài hát này vì nó truyền tải sự cô đơn." Bài hát được phát hành cho mini album thứ hai tại Nhật Bản Oh My God của (G)I-dle.
Vào tháng 9, Minnie đã xuất hiện lần đầu trong bộ phim sitcom So Not Worth It của Netflix cùng với Park Se-wan, Shin Hyun Seung, Got7 Youngjae và Han Hyun-min. Bộ phim tập trung vào các sinh viên đa quốc gia sống cuộc sống của họ cùng nhau trong một ký túc xá ở Seoul. Minnie vào vai Minnie, một cô gái Thái Lan mộng mơ về các bộ phim truyền hình Hàn Quốc.
Vào tháng 10, Minnie hát "Getaway" như một phần của nhạc phim My Dangerous Wife và "We Already Fell In Love" cùng với Miyeon trong phần nhạc phim Do Do Sol Sol La La Sol.
Vào ngày 6 tháng 10, Glance TV đã giới thiệu chương trình thời trang mới của họ I'M THE TREND của Minnie Soojin (민니 수진 의 I'M THE TREND) và đã ghép Minnie và Soojin với nhau. Bộ đôi này sẽ có một trận chiến về kiểu dáng mọi lúc để giành lấy danh hiệu "Trend Center", là sự kết hợp giữa một người thiết lập xu hướng và một center idol. Ngoài ra, bộ đôi sẽ tiết lộ bí quyết tạo dáng, nhiều trang phục khác nhau, mẹo mua sắm và video ảnh "Fashion Film". Chương trình được công chiếu vào ngày 14 tháng 10 thông qua Naver Style TV.
Vào ngày 22 tháng 11, Minnie đã xuất hiện trên Play Seoul, một chương trình do Seoul Tourism Foundation và KBS sản xuất, nơi các ngôi sao Kpop có ảnh hưởng có thể chia sẻ với người hâm mộ toàn cầu về trải nghiệm của họ ở Seoul trong thời gian thực. Chương trình nhằm mục đích thúc đẩy du lịch an toàn sau COVID19 ở Seoul. Minnie cùng với Yuqi đã giới thiệu những con đường thời thượng ở Seoul bằng cách ghé thăm Euljiro và Itaewon để tìm các quán cà phê và nhà hàng của họ.
Năm 2021, Minnie đồng sáng tác "Moon" và "Dahlia", được phát hành vào ngày 11 tháng 1 cho mini album thứ 4 I Burn của (G)I-dle. Ngày 23 tháng 9, Minnie góp mặt trong bài hát "Money Honey", hợp tác với 2 rapper Thái Lan F. Hero và UrboyTJ
Năm 2023, Minnie đồng sáng tác "Paradise" và "Lucid", được phát thành vào ngày 15 tháng 5 cho mini album tứ 6 của (G)I-DLE

## Danh sách đĩa nhạc
Hoạt động âm nhạc của Minnie chủ yếu đều nằm trong danh sách đĩa nhạc của (G)I-DLE.

### Đĩa đơn
| Năm                                                                        | Tên                                                           | Xếp hạng | Xếp hạng | Xếp hạng | Doanh số | Album                                   |
| Năm                                                                        | Tên                                                           | KOR      | KOR Hot  | US World | Doanh số | Album                                   |
| -------------------------------------------------------------------------- | ------------------------------------------------------------- | -------- | -------- | -------- | -------- | --------------------------------------- |
| 2017                                                                       | "Hot Summer" (Line Friends với Minnie)                        |          |          |          | N/A      | Dance Party! – Children's English Songs |
| 2017                                                                       | "Morning Sunrise" (LINE FRIENDS với Minnie)                   |          |          |          | N/A      | Dance Party! – Children's English Songs |
| 2017                                                                       | "Dinosaur Song (Herbivore Ver.)" (LINE FRIENDS với Minnie)    |          |          |          | N/A      | Dance Party! – Children's English Songs |
| 2017                                                                       | "The Brush Brush Song" (LINE FRIENDS với Minnie)              |          |          |          | N/A      | Dance Party! – Children's English Songs |
| 2017                                                                       | "Oats, Peas, Beans and Barley Grow" (LINE FRIENDS với Minnie) |          |          |          | N/A      | Dance Party! – Children's English Songs |
| 2017                                                                       | "Clap Concert" (LINE FRIENDS với Minnie)                      |          |          |          | N/A      | Dance Party! – Children's English Songs |
| 2019                                                                       | "Empire" (Wengie với Minnie)                                  |          |          | 22       | N/A      | EMPIRE                                  |
| "—" biểu thị các mục không xếp hạng hoặc không được phát hành ở khu vực đó |                                                               |          |          |          |          |                                         |

### Nhạc phim
| Năm  | Tên                                  | Xếp hạng | Xếp hạng | Xếp hạng | Doanh số | Album                 |
| Năm  | Tên                                  | KOR      | KOR Hot  | US World | Doanh số | Album                 |
| ---- | ------------------------------------ | -------- | -------- | -------- | -------- | --------------------- |
| 2020 | "Getaway"                            |          |          |          | N/A      | My Dangerous Wife OST |
| 2020 | "We Already Fell In Love" với Miyeon |          |          |          | N/A      | My Dangerous Wife OST |
| 2020 | Do Do Sol Sol La La Sol OST          |          |          |          | N/A      |                       |

### Tham gia sản xuất
| Năm  | Nghệ sĩ           | Album                             | Ca khúc             | Vai trò                            |
| ---- | ----------------- | --------------------------------- | ------------------- | ---------------------------------- |
| 2019 | (G)I-DLE          | I Made                            | "Blow Your Mind"    | Viết lời, đồng sáng tác, soạn nhạc |
| 2019 | (G)I-DLE          | I Am                              | "For You"           | Viết lời, đồng sáng tác, soạn nhạc |
| 2019 | Wengie với Minnie | Empire                            | "Empire"            | Viết lời                           |
| 2020 | (G)I-DLE          | Two Yoo Project Sugar Man 3 tập 8 | "Show"              | Sắp xếp lại bài hát                |
| 2020 | (G)I-DLE          | DUMDi DUMDi                       | "i'M THE TREND"     | Viết lời, đồng sáng tác, soạn nhạc |
| 2020 | (G)I-DLE          | Oh My God                         | "Tung-Tung (Empty)" | Viết lời, đồng sáng tác, soạn nhạc |
| 2021 | (G)I-DLE          | I Burn                            | "Moon"              | Viết lời, đồng sáng tác, soạn nhạc |
| 2021 | (G)I-DLE          | I Burn                            | "Dahlia"            | Viết lời, đồng sáng tác, soạn nhạc |

### Cover
| Năm  | Bài hát       | Nghệ sĩ | Thành viên                   | Vai trò                 | Ghi chú                         |
| ---- | ------------- | ------- | ---------------------------- | ----------------------- | ------------------------------- |
| 2018 | Love Scenario | iKON    | Chính cô (cùng với Miyeon)   | –                       | –                               |
| 2018 | Fake Love     | BTS     | Chính cô (cùng với (G)I-DLE) | Thành viên của (G)I-DLE | Cover tại M Countdown in Taipei |

## Danh sách video

### Quảng cáo
| Năm  | Tiêu đề              | Thành viên                         | Ghi chú         |
| ---- | -------------------- | ---------------------------------- | --------------- |
| 2017 | Rising Star Cosmetic | Chính cô (cùng với Yuqi và Shuhua) | Video quảng cáo |

### Góp mặt trong cácvideo âm nhạc
| Năm  | MV             | Nghệ sĩ         | Vai trò                 | Chú thích |
| ---- | -------------- | --------------- | ----------------------- | --------- |
| 2018 | "Latata"       | (G)I-DLE        | Thành viên của (G)I-DLE |           |
| 2018 | "Hann (Alone)" | (G)I-DLE        | Thành viên của (G)I-DLE |           |
| 2019 | "Senorita"     | (G)I-DLE        | Thành viên của (G)I-DLE |           |
| 2019 | "Uh-Oh"        | (G)I-DLE        | Thành viên của (G)I-DLE |           |
| 2019 | "Empire"       | cùng với Wengie | Thành viên của (G)I-DLE | [ 45 ]    |
| 2019 | "LION"         | (G)I-DLE        | Thành viên của (G)I-DLE |           |
| 2020 | "Oh My God"    | (G)I-DLE        | Thành viên của (G)I-DLE |           |
| 2020 | "DUMDi DUMDi"  | (G)I-DLE        | Thành viên của (G)I-DLE |           |
| 2021 | "Hwaa"         | (G)I-DLE        | Thành viên của (G)I-DLE |           |
| 2022 | "Tomboy"       | (G)I-DLE        | Thành viên của (G)I-DLE |           |
| 2022 | "Nxde"         | (G)I-DLE        | Thành viên của (G)I-DLE |           |
| 2023 | "Allergy"      | (G)I-DLE        | Thành viên của (G)I-DLE |           |
| 2023 | "Queencard"    | (G)I-DLE        | Thành viên của (G)I-DLE |           |
| 2024 | "Wife"         |                 |                         |           |
| 2024 | "Super Lady"   |                 |                         |           |

## Các hoạt động khác

### Chương trình truyền hình
| Năm  | Tên             | Vai    | Nền tảng | Ghi chú | Chú thích |
| ---- | --------------- | ------ | -------- | ------- | --------- |
| 2021 | So Not Worth It | Minnie | Netflix  | Sitcom  | [ 46 ]    |

### Chương trình tạp kỹ
| Năm  | Tên                             | Đài                       | Vai trò                                          | Chú thích |
| ---- | ------------------------------- | ------------------------- | ------------------------------------------------ | --------- |
| 2019 | Five Actors                     | MBN                       | Diễn viên                                        | [ 47 ]    |
| 2020 | i'M THE TREND của Minnie Soojin | Glance TV, Naver Style TV | Diễn viên với Soojin                             |           |
| 2020 | Play Seoul                      | KBS                       | Hướng dẫn viên du lịch với Yuqi, Hip Street Tour |           |
| 2021 | King of Mask Singer             | MBC                       | Thí sinh "Cockle" (Tập 295-296)                  | [ 48 ]    |

## Giải thưởng và đề cử
| Năm  | Giải thưởng                      | Hạng mục                     | Đề cử                                  | Kết quả |
| ---- | -------------------------------- | ---------------------------- | -------------------------------------- | ------- |
| 2021 | Seoul International Drama Awards | Outstanding Korean Drama OST | "We Already Fell In Love" (với Miyeon) | Đề cử   |